# Yucca House National Monument
Yucca House ist ein im südwestlichen Teil des US-Bundesstaates Colorado gelegenes Nationalmonument der Vereinigten Staaten von Amerika. Es schützt die bis heute noch nicht ausgegrabenen Bauwerke einer Anasazi-Siedlung und befindet sich rund 70 km westlich von Durango in Montezuma County. Die verschütteten Ruinen stammen aus dem 12. bis 13. Jahrhundert und bilden eine der größten archäologischen Stätten im Südwesten Colorados.

## Geschichte
Erstmals erwähnt wurde Yucca House 1877 von Prof. William H. Holmes, einem Landschaftsforscher des US Geological Survey (USGS), der die beiden augenscheinlichsten Hügel als Upper House (Oberes Haus) und Lower House (Unteres Haus) bezeichnete. Das Upper House bildete unter rund 600 Räumen und 100 Kivas das imposante Zentrum, das die übrigen Bauten um rund fünf bis sechs Meter überragte. Holmes – der die Siedlung ursprünglich für eine Stätte der Azteken hielt und sie daher Aztec Springs nannte – entdeckte ferner im Lower House mindestens acht weitere Räume, die neben einer zentralen Kiva ein L-förmiges Pueblo bildeten und von einer kleinen Mauer umschlossen wurden.
Der Name des Yucca-Hauses geht auf die frühere – von den Anasazi verwendete – Bezeichnung für den Sleeping Ute Mountain zurück, an dessen Fuß die Siedlung entstand. Die damals auf Grund des Bergbewuchs verwendete Bezeichnung lautete sinngemäß „Berg voller Yucca“.

## Nationalmonument
Das Yucca House wurde Ende 1919 von US-Präsident Woodrow Wilson zum Nationalmonument erklärt und am 15. Oktober 1966 ins Nationalregister historischer Plätze aufgenommen. Die ohne Serviceeinrichtungen versehene Stätte wird von der Verwaltung des nahegelegenen Mesa-Verde-Nationalparks betreut und kann kostenfrei betreten werden.